# V/H/S
V/H/S – niezależny amerykański film grozy z 2012 roku. Jest to antologia sześciu krótkich metraży wyreżyserowanych przez dziewięciu reżyserów – pracujących w grupie lub indywidualnie. Reżyserami są: David Bruckner, Glenn McQuaid, Joe Swanberg, Ti West, Adam Wingard oraz Matt Bettinelli-Olpin, Tyler Gillett, Justin Martinez i Chad Villella (zespół Radio Silence). Każdy z sześciu segmentów to horror utrzymany w konwencji „found footage”. Światowa premiera obrazu odbyła się 22 stycznia 2012 podczas Sundance Film Festival. 31 sierpnia tego roku film został udostępniony klientom serwisów VOD, a 17 listopada miał premierę w Polsce, w trakcie American Film Festival we Wrocławiu.
Film został wyróżniony nominacjami do nagród na festiwalu kina grozy i fantasy w Katalonii oraz na gali Golden Trailer Awards. Odbiór projektu przez krytyków był mieszany, lecz skłaniał się ku pozytywnemu. V/H/S okrzyknięty został „mądrym, strasznym” i „interesującym” horrorem, choć krytykowany był także za mało efektywne wykonanie. Sequele filmu, V/H/S/2 i V/H/S: Viral, wydano kolejno w latach 2013 i 2014. W grudniu 2016 premierę miał spin-off, SiREN.

## Opis fabuły
Segment Tape 56
Grupa przestępców otrzymuje zlecenie kradzieży tajemniczej taśmy VHS z opuszczonego domu. Na miejscu odnajdują zwłoki starego mężczyzny oraz setki starych, amatorskich nagrań video. Każda taśma przedstawia szokujące i nieprawdopodobne historie.
Segment Amateur Night
Trójka przyjaciół uwodzi dwie przypadkowe dziewczyny i zaprasza je do pokoju hotelowego. Nie informując o tym partnerek, planują nagrać amatorski film pornograficzny. Jedna z dziewcząt, nieśmiała i niepozorna Lily, okazuje się być demonem.
Segment Second Honeymoon
Sam i Stephanie spędzają część swojego miesiąca miodowego w przydrożnym hotelu. Gdy w środku nocy ktoś włamuje się do ich pokoju, postanawiają ruszyć dalej. Wkrótce Sam ma poznać wstrząsającą prawdę o świeżo poślubionej ukochanej.
Segment Tuesday the 17th
Czworo nastolatków wybiera się na biwak do lasu. Jedna z dziewcząt, Wendy, opowiada reszcie historię morderstwa, do którego doszło na tym terenie jakiś czas temu. Nikt nie traktuje jej poważnie. Niebawem na drodze młodych staje humanoidalna postać przypominająca telewizyjne zakłócenie obrazu.
Segment The Sick Thing That Happened to Emily When She Was Younger
Emily i jej chłopak rozmawiają za pośrednictwem komunikatora internetowego. Dziewczyna opowiada partnerowi o dziwnych zdarzeniach, które zachodzą w jej mieszkaniu – w tym o pojawiających się postaciach nieznajomych dzieci. Wyraża też zaniepokojenie tajemniczą raną na ramieniu.
Segment 10/31/98
Halloween roku 1998. Czterej koledzy ruszają na imprezę. Trafiają pod niewłaściwy adres. Na miejscu są świadkami paranormalnych zjawisk.

## Twórcy
Segment Tape 56
- Reżyseria: Adam Wingard
- Scenariusz: Simon Barrett
- Obsada: Calvin Reeder jako Gary, Lane Hughes jako Zak, Kentucker Audley jako Rox, Adam Wingard jako Brad, Frank Stack jako Old Man, Sarah Byrne jako Abbey, Melissa Boatright jako Tabitha, Simon Barrett jako Steve, Andrew Droz Palermo jako zbir

Segment Amateur Night
- Reżyseria: David Bruckner
- Scenariusz: David Bruckner, Nicholas Tecosky
- Obsada: Hannah Fierman jako Lily, Mike Donlan jako Shane, Joe Sykes jako Patrick, Drew Sawyer jako Clint, Jas Sams jako Lisa, Cuthbert Wallace jako Toothbrush

Segment Second Honeymoon
- Reżyseria: Ti West
- Scenariusz: Ti West
- Obsada: Joe Swanberg jako Sam, Sophia Takal jako Stephanie, Kate Lyn Sheil jako dziewczyna

Segment Tuesday the 17th
- Reżyseria: Glenn McQuaid
- Scenariusz: Glenn McQuaid
- Obsada: Norma C. Quinones jako Wendy, Drew Moerlein jako Joey Brenner, Jeannine Yoder jako Samantha, Jason Yachanin jako Spider, Bryce Burke jako The Glitch

Segment The Sick Thing That Happened to Emily When She Was Younger
- Reżyseria: Joe Swanberg
- Scenariusz: Simon Barrett
- Obsada: Helen Rogers jako Emily, Daniel Kaufman jako James, Liz Harvey jako nowa dziewczyna, Corrie Fitzpatrick jako kosmitka, Isaiah Hillman jako kosmita, Taliyah Hillman jako mała kosmitka

Segment 10/31/98
- Reżyseria: Radio Silence (zespół w składzie Matt Bettinelli-Olpin, Tyler Gillett, Justin Martinez i Chad Villella)
- Scenariusz: Radio Silence (Bettinelli-Olpin, Gillett, Martinez, Villella)
- Obsada: Chad Villella jako Chad, Matt Bettinelli-Olpin jako Matt, Tyler Gillett jako Tyler, Paul Natonek jako Paul, Nicole Erb jako dziewczyna, John Walcutt jako przywódca kultu, Eric Curtis jako współlokator

## Opinie
Według redaktorów serwisu audienceseverywhere.net, V/H/S to jeden ze stu najlepszych horrorów XXI wieku. Dziennikarze współpracujący z witryną filmyfantastyczne.pl wymienili projekt w notowaniu najlepszych horrorów, jakie kiedykolwiek powstały.

## Nagrody i wyróżnienia
- 2012, Sitges – Catalonian International Film Festival:
  - nominacja do nagrody Maria w kategorii najlepszy film fabularny[2]
- 2013, Golden Trailer Awards:
  - nominacja do nagrody Golden Trailer w kategorii najlepszy horror[2]